# Kamran Ghasempur
Kamran Ghasempur (pers. کامران قاسم‌پور; ur. 1 kwietnia 1996) – irański zapaśnik walczący w stylu wolnym. 

## Kariera sportowa
Triumfator mistrzostw świata w 2021 i 2022. Mistrz Azji w 2019 i 2021. Drugi w Pucharze Świata w 2022. Mistrz świata U-23 w 2018 i 2019. Wicemistrz świata kadetów w 2013 roku.